# Championnat du Mexique de football américain 2018
Navigation
Édition précédente Édition suivante
Le championnat du Mexique de football américain 2018 est la 3e édition du championnat professionnel organisé par la Liga de Fútbol Americano.
Comme lors de la saison précédente, les équipes sont au nombre de six soit trois de Mexico, une de l'état de Mexico, une de Coahuila et une de Nuevo León. La franchise précédemment appelée Eagles de Mexico est renommée Mexicas de Mexico.
Pour la première fois dans l'histoire de la Ligue et comme pour les Bowls aux États-Unis, la finale se joue dans un stade neutre, soit l'Estadio Azul de Mexico.
La compétition débute le vendredi 16 février à l'Estadio Nuevo León Unido avec le match Fundidores- Fundidores Dinos et se termine le dimanche 22 avril à l'Estadio Azul avec le Tazón México III.
Le 28 octobre 2017, M. Juan Carlos Vázquez quitte la présidence de la LFA. Le poste de président est supprimé et celui de commissaire est créé. Il est occupé par Guillermo Ruiz Burguete. Le 16 janvier 2018, ce dernier démissionne. La ligue n'ayant pas annoncé son remplacement, les activités du commissaire sont absorbées par le président du conseil d’administration de la ligue, Ing. Oscar Pérez.
Le 3 mars, les joueurs des Mexicas se mettent en grève en raison du manque d'assurance médicale et de fournitures nécessaires à la pratique professionnelle du sport. Le match contre les Dinos de la troisième semaine est donc suspendu,. Le 8 mars, l'équipe des Mexicas est condamnée à une amende de 657 820 pesos mexicains pour ne pas s'être présentée au match et pour les dommages causés à la Ligue, aux partenaires de la presse et de la télévision, à l'équipe des Dinos et aux supporters présents dans le stade. Il est également décidé que ledit match ne sera pas reprogrammé et que Mexicas le perd par forfait.
Les Mexicas dirigés par l'entraîneur principal Rafael Duk sont néanmoins sacrés champions en battant les Raptors lors du Tazón México III sur le score de 17 à rien.

## Les équipes participantes
| Équipe                       | Entraîneur          | Ville                 | Stade                    | Capacité |
| ---------------------------- | ------------------- | --------------------- | ------------------------ | -------- |
| Division Centre (Suerox)     |                     |                       |                          |          |
| Condors de Mexico            | Felix Buendía       | Mexico                | Jesús Martínez "Palillo" | 6 000    |
| Mexicas de Mexico            | Rafael Duk          | Mexico                | Jesús Martínez "Palillo" | 6 000    |
| Mayas de Mexico              | Ernesto Alfaro      | Mexico                | Jesús Martínez "Palillo" | 6 000    |
| Division Nord (Under Armour) |                     |                       |                          |          |
| Dinos de Saltillo            | Carlos Cabral       | Saltillo, Coahuila    | Olympique de Saltillo    | 5 900    |
| Fundidores de Monterrey      | Israël González     | Monterrey, Nuevo León | Tecnológico              | 36 485   |
| Raptors de Naucalpan         | Guillermo Guttiérez | Naucalpan, Mexico     | José Ortega Martínez     | 6 000    |

## Système de championnat

### Organisation
Chaque équipe dispute 7 matchs de saison régulière et jusqu'à deux en séries éliminatoires.
Au total, 24 matches, incluant la saison régulière, les 2 demi-finales et la finale, sont disputés.
- Il y a deux divisions de trois équipes chacune, choisies en fonction de leur situation géographique ;
- Chaque équipe affronte deux fois les autres équipes de sa division, une fois comme visiteur, une fois à domicile (quatre matchs) ;
- Chaque équipe rencontre une seule fois les équipes de l'autre division (trois matchs inter-division)
- À la fin de la saison régulière, les deux premiers de chaque division s'affrontent sur le terrain du mieux classé pour le titre de champion de division ;
- Les champions de chaque division s'affrontent lors du Tazón México III.

### Règlement
- Les règles du jeu sont les mêmes que celles de la National Football League à l'exception du procédé de réception : tant qu'un joueur ne lâche pas le ballon qu'il vient de réceptionner à la suite d'une passe, celle-ci est considérée comme complète même si le ballon continue à bouger entre les mains du joueur.
- Chaque équipe peut avoir jusqu'à deux joueurs étrangers.

### Plafond salarial
Par rapport à la saison précédente, le plafond salarial passe de 650 000 à 1 million 100 000 pesos mexicains par franchise.

## La draft
La draft de 2018 se déroule le 13 janvier 2018. 47 joueurs en fin d'éligibilité au football universitaire mexicain y sont choisis.
| Tour | Sél | Équipe LFA           | Joueur                                | Pos | Université             | Conférence            |
| ---- | --- | -------------------- | ------------------------------------- | --- | ---------------------- | --------------------- |
| 1    | 1   | Condors              | Luis Humberto Lopez Tinoco            | RB  | Aguilas Blancas IPN    | Liga Mayor ONEFA      |
| 1    | 2   | Mexicas              | Mauricio Jacob Vargas Hernandez       | OL  | Potros Salvajes UAEM   | Liga Mayor ONEFA      |
| 1    | 3   | Condors vía Raptors* | Andrés Salgado Gomez                  | WR  | Pumas CU UNAM          | Liga Mayor ONEFA      |
| 1    | 4   | Mayas                | Gildardo Torres Charco                | OT  | Pumas CU UNAM          | Liga Mayor ONEFA      |
| 1    | 5   | Fundidores           | Ivan Sergio Barragán Leal             | OL  | Autenticos Tigres UANL | Liga Mayor ONEFA      |
| 1    | 6   | Dinos                | Jose Michell Lopez Valdez             | OL  | Autenticos Tigres UANL | Liga Mayor ONEFA      |
| 2    | 7   | Condors              | Abraham Herrera                       | OL  | Pumas CU UNAM          | Liga Mayor ONEFA      |
| 2    | 8   | Mexicas              | Leonardo Cabrera Mujica               | DL  | Aguilas Blancas IPN    | Liga Mayor ONEFA      |
| 2    | 9   | Raptors              | Emigdio Palacios Alcala               | DL  | Burros Blancos IPN     | Liga Mayor ONEFA      |
| 2    | 10  | Mayas                | Sebastian Baig Necoechea              | DB  | Linces UVM             | Liga Mayor ONEFA      |
| 2    | 11  | Fundidores           | Raymundo Vega Ruíz                    | OL  | Autenticos Tigres UANL | Liga Mayor ONEFA      |
| 2    | 12  | Dinos                | Joaquin Davila Martinez               | OL  | Autenticos Tigres UANL | Liga Mayor ONEFA      |
| 3    | 13  | Condors              | Miguel Angel Urzúa Solís              | LB  | Aguilas Blancas IPN    | Liga Mayor ONEFA      |
| 3    | 14  | Mexicas              | José Luis Santana                     | LB  | Aguilas Blancas IPN    | Liga Mayor ONEFA      |
| 3    | 15  | Raptors              | Deion Sixto Correa Viazcán            | DB  | Linces UVM             | Liga Mayor ONEFA      |
| 3    | 16  | Mayas                | Mario Alberto Salas                   | WR  | Borregos Toluca ITESM  | Liga Premier CONADEIP |
| 3    | 17  | Fundidores           | Christian Alejandro Hernández Delgado | LB  | Autenticos Tigres UANL | Liga Mayor ONEFA      |
| 3    | 18  | Dinos                | Adrián Alejandro Martínez Armendáriz  | WR  | Autenticos Tigres UANL | Liga Mayor ONEFA      |
| 4    | 19  | Condors              | Aarón Mendoza Gomez                   | WR  | Borregos México ITESM  | Liga Premier CONADEIP |
| 4    | 20  | Mexicas              | Carlos Santos Rodriguez               | LB  | Aguilas Blancas IPN    | Liga Mayor ONEFA      |
| 4    | 21  | Condors vía Raptors* | Ramses Israël Herrera Vega            | DB  | Centinelas CGP         | Liga Mayor ONEFA      |
| 4    | 22  | Mayas                | Christian Rene Gomez Sanchez          | WR  | Burros Blancos IPN     | Liga Mayor ONEFA      |
| 4    | 23  | Fundidores           | Edgardo Garza Lerma                   | OL  | Autenticos Tigres UANL | Liga Mayor ONEFA      |
| 4    | 24  | Dinos                | Cesar Daniel Guzman                   | LB  | Lobos UAdeC            | Liga Mayor ONEFA      |
| 5    | 25  | Condors              | Erick Antonio Alarcon Merino          | OL  | Aguilas Blancas IPN    | Liga Mayor ONEFA      |
| 5    | 26  | Mexicas              | Ditter Emmanuel Smith Espinoza        | WR  | Burros Blancos IPN     | Liga Mayor ONEFA      |
| 5    | 27  | Raptors              | Ramon Arturo Lopez Zepeda             | LB  | Potros Salvajes UAEM   | Liga Mayor ONEFA      |
| 5    | 28  | Mayas                | Isaac Abraham Medina Cabrajal         | DL  | Burros Blancos IPN     | Liga Mayor ONEFA      |
| 5    | 29  | Fundidores           | Jesus Santana Gonzales                | WR  | Autenticos Tigres UANL | Liga Mayor ONEFA      |
| 5    | 30  | Dinos                | Mario Alberto Rubio Gonzales          | WR  | Autenticos Tigres UANL | Liga Mayor ONEFA      |
| 6    | 31  | Condors              | Alejandro Mujica Soriano              | WR  | Aguilas Blancas IPN    | Liga Mayor ONEFA      |
| 6    | 32  | Mexicas              | Abraham Assennatto Bravo              | OL  | Burros Blancos IPN     | Liga Mayor ONEFA      |
| 6    | 33  | Raptors              | Carlos Garcia Contreras               | DL  | Potros Salvajes UAEM   | Liga Mayor ONEFA      |
| 6    | 34  | Mayas                | Omar Mendoza Gomez                    | WR  | Aguilas Blancas IPN    | Liga Mayor ONEFA      |
| 6    | 35  | Fundidores           | Aaron Isaac Mendoza Ruiz              | WR  | Autenticos Tigres UANL | Liga Mayor ONEFA      |
| 6    | 36  | Dinos                | Genaro Jose Alfonsin Romero           | S   | Autenticos Tigres UANL | Liga Mayor ONEFA      |
| 7    | 37  | Condors              | Oscar Jesus Capuchino                 | OL  | Frailes UT             | Liga Mayor ONEFA      |
| 7    | 38  | Mexicas              | Fernando Alvarez Duran                | WR  | Linces UVM             | Liga Mayor ONEFA      |
| 7    | 39  | Condors vía Raptors* | Jorge Luis Ortiz Carriño              | WR  | Pumas Acatlan UNAM     | Liga Mayor ONEFA      |
| 7    | 40  | Mayas                | Sélection déclinée                    |     |                        |                       |
| 7    | 41  | Fundidores           | Francisco Javier Garcia Ramirez       | CB  | Autenticos Tigres UANL | Liga Mayor ONEFA      |
| 7    | 42  | Dinos                | Francisco De Jesus Mata Charles       | QB  | Autenticos Tigres UANL | Liga Mayor ONEFA      |
| 8    | 43  | Fundidores           | Max Ismael Villareal Maldonado        | QB  | Autenticos Tigres UANL | Liga Mayor ONEFA      |
| 8    | 44  | Dinos                | Edgar Daniel Razo Cervantes           | CB  | Autenticos Tigres UANL | Liga Mayor ONEFA      |
| 8    | 45  | Fundidores           | Daniel Orios                          | OL  | Lobos UAdeC            | Liga Mayor ONEFA      |
| 8    | 46  | Dinos                | Gabriel Tadeo De Hoyos Encinia        | WR  | Lobos UAdeC            | Liga Mayor ONEFA      |
| 8    | 47  | Fundidores           | Jesus Gerardo Rendon Torres           | WR  | Lobos UAdeC            | Liga Mayor ONEFA      |

```
* 
En échange du QB Bruno Márquez, les Raptors donnent aux Condors leurs sélections du premier, du quatrième et du septième tour de la Draft 2018
[
11
]
.
```

## Saison régulière
| Date       | Heure  | Visiteur | Résultat | Local      |
| ---------- | ------ | -------- | -------- | ---------- |
| 16 février | 19 h 0 | Dinos    | 0-17     | Fundidores |
| 18 février | 11 h 0 | Mexicas  | 36-19    | Condors    |
| 18 février | 15 h 0 | Raptors  | 32-0     | Mayas      |

| Date       | Heure  | Visiteur   | Résultat | Local   |
| ---------- | ------ | ---------- | -------- | ------- |
| 24 février | 15 h 0 | Mayas      | 28-25    | Dinos   |
| 25 février | 11 h 0 | Fundidores | 15-44    | Mexicas |
| 25 février | 15 h 0 | Raptors    | 46-26    | Condors |

| Date   | Heure  | Visiteur | Résultat  | Local      |
| ------ | ------ | -------- | --------- | ---------- |
| 2 mars | 20 h 0 | Raptors  | 15-45     | Fundidores |
| 3 mars | 16 h 0 | Mexicas  | 0-1 (fft) | Dinos      |
| 4 mars | 12 h 0 | Condors  | 24-33     | Mayas      |

| Date    | Heure  | Visiteur | Résultat | Local      |
| ------- | ------ | -------- | -------- | ---------- |
| 9 mars  | 20 h 0 | Mayas    | 25-14    | Fundidores |
| 10 mars | 17 h 0 | Dinos    | 29-27    | Raptors    |
| 11 mars | 20 h 0 | Condors  | 23-22    | Mexicas    |

| Date    | Heure  | Visiteur   | Résultat | Local   |
| ------- | ------ | ---------- | -------- | ------- |
| 17 mars | 16 h 0 | Fundidores | 20-30    | Dinos   |
| 17 mars | 17 h 0 | Mexicas    | 30-20    | Raptors |
| 18 mars | 12 h 0 | Mayas      | 28-24    | Condors |

| Date    | Heure  | Visiteur | Résultat     | Loal       |
| ------- | ------ | -------- | ------------ | ---------- |
| 23 mars | 20 h 0 | Condors  | 41-40        | Fundidores |
| 24 mars | 16 h 0 | Raptors  | 20-23 (Prol) | Dinos      |
| 25 mars | 12 h 0 | Mayas    | 34-35        | Mexicas    |

| Date    | Heure  | Visiteur   | Résultat | Local   |
| ------- | ------ | ---------- | -------- | ------- |
| 7 avril | 13 h 0 | Fundidores | 21-34    | Raptors |
| 8 avril | 11 h 0 | Dinos      | 15-55    | Condors |
| 8 avril | 15 h 0 | Mexicas    | 12-19    | Mayas   |

### Le classement
| Pos | Équipe  | Bilan | Pct   | Division |
| --- | ------- | ----- | ----- | -------- |
| 1   | Mayas   | 5-2   | 0.714 | 3-1      |
| 2   | Mexicas | 4-3   | 0.571 | 2-2      |
| 3   | Condors | 3-4   | 0.429 | 1-3      |

| Pos | Équipe     | Bilan | Pct   | Division |
| --- | ---------- | ----- | ----- | -------- |
| 1   | Dinos      | 4-3   | 0.571 | 3-1      |
| 2   | Raptors    | 3-4   | 0.429 | 1-3      |
| 3   | Fundidores | 2-5   | 0.286 | 2-2      |

## Les playoffs
| Date     | Heure  | Visiteur | Résultat | Local |
| -------- | ------ | -------- | -------- | ----- |
| 15 avril | 15 h 0 | Mexicas  | 27-17    | Mayas |

| Date     | Heure  | Visiteur | Résultat | Local |
| -------- | ------ | -------- | -------- | ----- |
| 14 avril | 16 h 0 | Raptors  | 21-6     | Dinos |

### Tazón México III
Le Tazón México III a lieu le 22 avril 2018 à 16 h 0 à l'Estadio Azul de Mexico devant 15 000 spectateurs soit une participation record pour la LFA. Les Mexicas battent les Raptors 17-0 dans un match défensif. Le Tazón México III aurait dû être la première finale de la LFA proposant un spectacle à la mi-temps. Le groupe Pantheon Rococo a cependant dû annuler sa performance en dernière minute à la suite des recommandations émises par la protection civile.
La finale entre les Raptors et les Mexicas aurait dû être la dernière activité professionnelle pratiquée à l'Estadio Azul avant sa démolition. Sa démolition ayant été reportée pour 2020, le site abritera encore des matchs de la LFA dont le Tazón México IV.
| Date     | Heure  | Local | Résultat | Visiteur |
| -------- | ------ | ----- | -------- | -------- |
| 22 avril | 16 h 0 | Mayas | 17-0     | Raptors  |

#### Évolution du score
| Temps           | Description des actions                                                                                   | Score Mex - Rap | Score Mex - Rap |
| --------------- | --- | --------------- | --------------- |
| 1er Quart-temps | |                 |                 |
| 2:10            | FG de 28 yards de Carlos soria                                                                            | MEX             | 03-0            |
| 2e Quart-temps  | |                 |                 |
| 3:56            | TD de 40 yards à la suite d'une passe de Ricardo Quintana pour Guillermo Villalobos (PAT de Carlos Soria) | MEX             | 10-0            |
| 0:16            | TD de 10 yards à la suite d'une passe de Ricardo Quintana pour Guillermo Villalobos (PAT de Carlos Soria) | MEX             | 17-0            |
| 3e Quart-temps  | |                 |                 |
| -               | - | -               | -               |
| 4e Quart-temps  | |                 |                 |
| -               | - | -               | 17-0            |

|                   | Raptors | Mexicas |
| ----------------- | ------- | ------- |
| Total de yards    | 299     | 400     |
| Yards à la course | 73      | 80      |
| Yards à la passe  | 226     | 320     |
| Interceptions     | 0       | 1       |

| N°      | Raptors            | Position | Position | Mexicas               | N° |
| ------- | ------------------ | -------- | -------- | --------------------- | -- |
| Attaque |                    |          |          |                       |    |
| 12      | Bruno Marquez      | QB       | QB       | Ricardo Quintana      | 05 |
| 54      | Josue Torres       | LT       | LT       | Francisco Sainz       | 51 |
| 78      | Dario Martinez     | LG       | LG       | Rafael Rojas          | 59 |
| 51      | Jorge Nava         | C        | C        | Eduardo Aguirre       | 65 |
| 72      | Josue Navarro      | RG       | RG       | Jorge Ramirez         | 69 |
| 53      | Juan Pablo Franco  | RT       | RT       | Javier Chávez         | 55 |
| 19      | Manuel Barrios     | WR       | WR       | Guillermo Villalobos* | 84 |
| 01      | Salvador Sierra    | RB       | RB       | Vladimir Araiza       | 33 |
| 03      | Dan Avila          | RB       | RB       | Terril Gourdine       | 19 |
| 86      | Enrique Barraza    | WR       | WR       | Mauricio Jordán       | 06 |
| 16      | Ivan García        | WR       | WR       | Ditter Smith          | 17 |
| Défense |                    |          |          |                       |    |
| 97      | Ricardo Franco     | DE       | DE       | Rafael Rojas          | 90 |
| 69      | Diego Ruiz         | DT       | DT       | Jorge Gamboa          | 98 |
| 99      | Felix Guerrero     | DT       | DT       | Walter Alvarez        | 31 |
| 93      | Emigdio Palacios   | DE       | DE       | Jose Antonio Ramirez  | 07 |
| 06      | Gonzalo de la Rosa | LB       | LB       | Jose Luis Santana     | 47 |
| 05      | Marcos Alvarado    | MLB      | MLB      | Jovanni Carrillo      | 40 |
| 02      | Sergio Arzave      | OLB      | WLB      | Jose Luis Meza Matus  | 01 |
| 20      | Deion Sixto Correa | CB       | CB       | Leonel Mendoza        | 32 |
| 08      | Javier Perez       | SS       | SS       | Raul Mateos           | 18 |
| 24      | Luis Gonzalez      | FS       | FS       | Armando Erazo         | 14 |
| 21      | Fernando Ramirez   | CB       | CB       | Marco Lozano          | 23 |

* MVP du match